# Rossem (plaats)
Rossem is een landelijk dorp in de provincie Vlaams-Brabant. Het ligt in Wolvertem, een deelgemeente van Meise. Rossem ligt zo'n drie kilometer ten noordwesten van het centrum van Wolvertem. Sint-Medardus en Sint-Gildardus zijn de patroonheiligen van Rossem.

## Geschiedenis
In 1112 werd de plaats vermeld als Rochem. Op de Ferrariskaart uit de jaren 1770 is de plaats weergeven als het dorp Rossem. Aan het eind van het ancien régime werd het samen met het naburige Impde bijeengebracht in de gemeente Rossem-Impde. De gemeente werd in 1811 echter alweer opgeheven en bij Wolvertem gevoegd.

## Bezienswaardigheden
De driebeukige neogotische Sint-Medardus en Sint-Gildarduskerk van 1874 heeft een orgel uit 1744 dat als monument werd beschermd. De classicistische pastorie met jaartal 1775 werd na een brand in 1916 heropgebouwd. De kerk, pastorie en gemeenteschool werden in 2010 geklasseerd als dorpsgezicht.
Aan de kerk is het vertrekpunt van meerdere wandelpaden doorheen de velden. 
In de Kleinendries bevindt zich een leuke feestzaal Rossem Café, waar jaarlijks in november het Mosselfestijn en in juni het Steakfestijn georganiseerd worden door Rossem Leeft. Deze organisatie zet zich ook in voor Kom op tegen Kanker en organiseert elk jaar in september Rossem Tuint. Daarbij spelen telkens twee coverbands in een van de vele privé tuinen van Rossem.

## Nabijgelegen kernen
Steenhuffel, Wolvertem, Imde, Londerzeel, Slozen, Meuzegem
Deelgemeenten: Meise · Wolvertem

Overige dorpen en gehuchten: Eversem · Imde · Meuzegem · Nerom · Oppem · Rossem · Sint-Brixius-Rode · Westrode

Belgische gemeenten · Arrondissement Halle-Vilvoorde · Vlaams-Brabant · Vlaanderen